# Mouma Das
Mouma Das (bengalí: মৌমা দাস)  (Calcuta, 24 de febrer de 1984) és una jugadora de tennis de taula índia. Nascuda i criada a Calcuta, Bengala Occidental, ha representat l'Índia en competicions internacionals des de principis dels anys 2000. Das ha guanyat múltiples medalles en els Jocs de la Commonwealth, entre elles un or en la Competició Femenina per Equips de 2018. Se li va concedir el Premi Arjuna, segon honor esportiu més alt d'Índia en 2013 per les seves contribucions a l'esport.
Das va participar en els Jocs Olímpics d'Estiu de 2004, on va competir en la competició individual de tennis de taula; va participar per segon cop en una cita olímpica en l'edició de 2016, després d'un període de 12 anys. Das va arribar als quarts de final de la competició de dobles femenins en el Campionat del Món de Tennis de Taula, formant parella amb Manika Batra; la parella va ser el primer combinat indi (i les primeres índies en 61 anys) en aconseguir-ho. La parella també va guanyar la medalla de plata als Jocs de la Commonwealth de 2018.

## Carrera
Das va debutar en el seu primer Campionat del Món de Tennis de Taula l'any 1997, a Manchester, i va aconseguir arribar a la tercera ronda, on fou eliminada. No va participar l'any següent a causa d'una lesió. En les següents cites mundials, Das va representar Índia com a jugadora individual o com a component de l'equip nacional: Kuala Lumpur (2000), Osaka (2001), París (2003), Doha (2004), Bremen (2006), Zagreb (2007), Canton (2008), Yokohama (2009), Moscou (2010), Rotterdam (2011), Dortmund (2012), París (2013), Suzhou (2015), Kuala Lumpur (2016), Düsseldorf (2017) i Halmstad (2018), sense perdre's mai cap cita. Va ser la component que més vegades va ser seleccionada en els campionats, amb 17 aparicions. Tant Das com la tailandesa Komwon Nanthana han representat els seus països 17 vegades cadascuna, el màxim per qualsevol asiàtic en ambdues seccions.
Das va guanyar la seva primera medalla d'or internacional a la segona edició dels Children of Asia International Sports Games celebrats l'any 2000 a Iakutsk.
Als Campionats de la Commonwealth de desembre de 2015, Das va aconseguir la medalla de plata tant en la competició individual com en la competició per equips, i va esdevenir així la major guanyadora de medalles de la Commonwealth en el tennis de taula d'Índia.
Das es va classificar per als Jocs Olímpics d'Estiu de 2016 a Rio de Janeiro, en disputar el torneig de classificació d'Àsia de Hong Kong l'abril de 2015. Tanmateix, la seva participació als Jocs Olímpics de 2016 va ser breu, ja que va perdre davant la romanesa Daniela Dodean en la primera ronda de la competició individual femenina.
Històricament, les participacions d'Índia en les competicions de la Federació Internacional de Tennis de Taula (ITTF per les seves sigles en anglès) no han estat destacades. Tanmateix, l'any 2017 Mouma Das i Manika Batra van aconseguir arribar a les semifinals d'un torneig de la ITTF World Tour, a Olomouc (Moràvia, República Txeca).
La parella formada per Das i Batra va assolir el 12è lloc al rànquing mundial de l'ITTF de 2017, la qual cosa representa la millor classificació entre els 28 països de la Commonwealth que disputen competicions de gran nivell.
L'any 2017, a l'ITTF Challenge Spanish Open, la parella índia formada per Batra i Das va caure derrotada a la final contra les coreanes Jihee Jeon i Haeun Yang per 11-9, 6-11, 11-9, 9-11 i 9-11, en un partit trepidant. La parella índia va ser el primer combinat del país asiàtic que aconseguia una medalla de plata en un esdeveniment de l'ITTF Challenge. Aquell mateix any, Das va arribar a la seva 50a final en els Campionats nacionals absoluts de Tennis de Taula celebrats a Ranchi. També va guanyar l'or en la competició per equips, on representà Petroleum Sports Promotion Board (PSPB).
Das formà part de la selecció femenina que va guanyar la medalla d'or als Jocs de la Commonwealth de 2018. L'equip indi va derrotar Singapur en la final amb un marcador de 3-1, la qual cosa representà la primera medalla d'or per a l'Índia en aquest esdeveniment. Das va guanyar el partir de dobles femenins amb Madhurika Patkar, la qual cosa va donar avantatge a l'Índia després de l'empat. En el seu camí cap a la medalla d'or, la primera per a un equip diferent de Singapur, Índia va derrotar l'equip anglès en les semifinals.
Actualment és empleada d'OIL (Oil India Ltd.).

## Rècords i estadístiques

### Principals rècords
|    | Per | Totals                                                       | Referències                 |
| -- | --- | ------------------------------------------------------------ | --------------------------- |
| 1  | Major quantitat de participacions als Campionats del món per a una jugadora de tennis de taula índia i asiàtica                                | 17                                                           | [ 6 ] [ 8 ] [ 20 ]          |
| 2  | Més medalles guanyades a competicions de la Commonwealth (Jocs i Campionats) per una jugadora de tennis de taula índia                         | 19                                                           | [ 21 ] [ 22 ] [ 23 ] [ 24 ] |
| 3  | Més hat-tricks d'or en els Nacionals absoluts (per equips, individual, dobles i dobles mixtos)                                                 | 7                                                            | [ 25 ] [ 26 ]               |
| 4  | Més medalles d'or en Jocs del Sud d'Àsia per una jugadora de tennis de taula                                                                   | 8                                                            | [ 27 ]                      |
| 5  | Dos cops hat-trick d'or en els Jocs del Sud d'Àsia per una jugadora de tennis de taula                                                         | anys 2004 i 2006                                             |                             |
| 6  | Hat-trick d'or en els Jocs del Sud d'Àsia per una jugadora de tennis de taula                                                                  | anys 2004, 2006 i 2016                                       | [ 28 ]                      |
| 7  | Més medalles d'or en Nacionals absoluts (per equips, individuals, dobles i dobles mixtos)                                                      | 32                                                           | [ 16 ]                      |
| 8  | Més aparicions a una final en els Nacionals absoluts (per equips, individual, dobles i dobles mixtos)                                          | 51                                                           | [ 16 ] [ 17 ] [ 29 ]        |
| 9  | Més vegades seleccionada per a l'equip nacional de l'Índia                                                                                     | de 1997 en endavant                                          |                             |
| 10 | Màxim nombre d'aparicions a finals de competicions de la Commonwealth (Jocs i Campionats) per a una jugadora femenina índia de tennis de taula | 2010 (1), 2013 (1), 2015 (3) i 2018 (2); en total, 7 vegades | [ 24 ] [ 30 ]               |
| 11 | Dobles medalles en les 4 categories del Campionat de la Commonwealth de tennis de taula                                                        | anys 2013 i 2015                                             | [ 31 ]                      |
| 12 | Or als Campionats del món de tennis de taula (2a divisió)                                                                                      | anys 2004 i 2016                                             | [ 32 ] [ 33 ]               |
| 13 | Total de medalles d'or en competicions nacionals i internacionals                                                                              | més de 100                                                   |                             |

### Tennis de Taula als Jocs de la Commonwealth
A continuació es mostren les posicions finals als Campionats de la Commonwealth de Tennis de Taula i als Jocs de la Commonwealth.
| Any  | Competició | Medalla | Categoria     | Referències   |
| ---- | ---------- | ------- | ------------- | ------------- |
| 2001 | Campionat  | Bronze  | Per equips    | [ 34 ]        |
| 2004 | Campionat  | Bronze  | Per equips    | [ 35 ]        |
| 2004 | Campionat  | Bronze  | Dobles        |               |
| 2006 | Jocs       | Bronze  | Per equips    | [ 36 ] [ 37 ] |
| 2007 | Campionat  | Bronze  | Per equips    | [ 38 ]        |
| 2009 | Campionat  | Bronze  | Per equips    | [ 39 ]        |
| 2009 | Campionat  | Bronze  | Individual    |               |
| 2010 | Jocs       | Plata   | Per equips    | [ 40 ]        |
| 2010 | Jocs       | Bronze  | Dobles        | [ 41 ]        |
| 2013 | Campionat  | Plata   | Dobles mixtos | [ 42 ]        |
| 2013 | Campionat  | Bronze  | Dobles        | [ 43 ]        |
| 2013 | Campionat  | Bronze  | Per equips    | [ 44 ]        |
| 2013 | Campionat  | Bronze  | Individual    | [ 45 ]        |
| 2015 | Campionat  | Bronze  | Dobles        | [ 46 ]        |
| 2015 | Campionat  | Plata   | Dobles mixtos | [ 47 ]        |
| 2015 | Campionat  | Plata   | Per equips    | [ 48 ]        |
| 2015 | Campionat  | Plata   | Singles       | [ 30 ]        |
| 2018 | Jocs       | Or      | Per equips    | [ 24 ]        |
| 2018 | Jocs       | Plata   | Dobles        | [ 24 ]        |

### Hat-trick d'or en el Campionat Anual absolut de Tennis de Taula
| Any  | Categoria  | Categoria   | Categoria     | Referències          |
| ---- | ---------- | ----------- | ------------- | -------------------- |
| 2000 | Per equips | Dobles      | Dobles mixtos |                      |
| 2001 | Per equips | Individuals | Dobles        | [ 50 ] [ 50 ]        |
| 2002 | Per equips | Dobles      | Dobles mixtos |                      |
| 2005 | Per equips | Individuals | Dobles        | [ 49 ] [ 51 ]        |
| 2006 | Per equips | Individuals | Dobles        | [ 49 ]               |
| 2010 | Per equips | Dobles      | Dobles mixtos |                      |
| 2014 | Per equips | Individuals | Dobles        | [ 52 ] [ 53 ] [ 54 ] |

### Competicions dels Campionats Nacionals absoluts de l'Índia i dels Jocs Nacionals (individuals)
| Any  | Medalla | Competició           | Referències   |
| ---- | ------- | -------------------- | ------------- |
| 1996 | Plata   | Campionat-Individual | [ 49 ]        |
| 1998 | Plata   | Campionat-Individual | [ 49 ]        |
| 1999 | Or      | Campionat-Individual | [ 55 ]        |
| 1999 | Or      | Jocs-Individual      | [ 56 ]        |
| 2001 | Or      | Campionat-Individual | [ 49 ]        |
| 2002 | Plata   | Campionat-Individual | [ 49 ]        |
| 2002 | Or      | Jocs-Individual      | [ 57 ]        |
| 2004 | Plata   | Campionat-Individual | [ 49 ]        |
| 2005 | Or      | Campionat-Individual | [ 38 ] [ 51 ] |
| 2006 | Or      | Campionat-Individual | [ 38 ]        |
| 2008 | Plata   | Campionat-Individual | [ 49 ]        |
| 2014 | Or      | Campionat-Individual | [ 58 ] [ 59 ] |

### Campionat del món de Tennis de Taula
| Any  | Seu                      | Referències                 |
| ---- | ------------------------ | --------------------------- |
| 1997 | Manchester, Anglaterra   | [ 60 ] [ 61 ] [ 62 ] [ 63 ] |
| 2000 | Kuala Lumpur, Malàisia   | [ 61 ]                      |
| 2001 | Osaka, Japó              | [ 61 ]                      |
| 2003 | París, França            | [ 64 ] [ 65 ]               |
| 2004 | Doha, Qatar              | [ 66 ]                      |
| 2006 | Bremen, Alemanya         | [ 65 ] [ 67 ]               |
| 2007 | Zagreb, Croàcia          | [ 68 ] [ 69 ]               |
| 2008 | Canton, R.P. de la Xina  | [ 70 ]                      |
| 2009 | Yokohama, Japó           | [ 71 ] [ 72 ]               |
| 2010 | Moscou, Rússia           | [ 73 ]                      |
| 2011 | Rotterdam, Països Baixos | [ 74 ]                      |
| 2012 | Dortmund, Alemanya       | [ 75 ] [ 76 ]               |
| 2013 | París, França            | [ 65 ] [ 77 ] [ 78 ]        |
| 2015 | Suzhou, R.P. de la Xina  | [ 79 ] [ 80 ]               |
| 2016 | Kuala Lumpur, Malàisia   | [ 20 ] [ 81 ]               |
| 2017 | Düsseldorf, Alemanya     | [ 8 ] [ 82 ]                |
| 2018 | Halmstad, Suècia         | [ 6 ]                       |